# Monaster św. Elżbiety w Mińsku
Monaster św. Elżbiety – prawosławny żeński klasztor w Mińsku, w jurysdykcji eparchii mińskiej.
Monaster został założony w 1999 decyzją metropolity mińskiego i słuckiego, egzarchy Białorusi Filareta, poprzez przekształcenie w żeński klasztor żeńskiego bractwa św. Elżbiety. Organizacja ta powstała trzy lata wcześniej i zrzeszała kobiety pracujące bezpłatnie w szpitalu psychiatrycznym w Mińsku i otaczające opieką chorych i wykluczonych ze społeczeństwa. Początkowo organizacja była związana z soborem Świętych Piotra i Pawła w Mińsku. W grudniu 1999 poświęcona została pierwsza cerkiew klasztorna pod wezwaniem św. Mikołaja. W kolejnych latach wznoszone były dalsze obiekty monasterskie. W 2005 poświęcona została główna klasztorna cerkiew św. Elżbiety. Przy monasterze działają pracownie ikonopisarska, architektoniczna, konserwatorska, mozaiki, malarstwa ściennego, studio nagraniowe zajmujące się wydawaniem płyt z muzyką cerkiewną, wydawnictwo.
W czasie pandemii Covid-19 w 2020 roku w nabożeństwie wielkanocnym uczestniczyło ponad tysiąc wiernych, przy czym na sto trzydzieści sióstr zakonnych u około stu stwierdzono zakażenie Covid-19. Podczas rosyjskiej inwazji na Ukrainę od 2022 r. klasztor zbierał datki na rzecz armii rosyjskiej pod przewodnictwem zakonnicy Aleksandry (prawdziwe nazwisko: Ludmiła Liachowa). Do września 2023 roku klasztor zakupił dla armii rosyjskiej dziewięć samochodów. Drony dostarczono także wojskom rosyjskim. Klasztor krytykowano także za udział w kampanii homofobicznej, wspieranie Aleksandra Łukaszenki i politycznie zwolnienia w 2020 r., a także za zarządzanie finansami.